# Kiss Zoltán (fotóművész)
Kiss Zoltán (Kaposvár, 1979. május 10. –) FIAP és MAFOSZ diplomás magyar fotóművész, portré- és aktfotós. Fotóit GlaBowSky művésznéven készíti.

## Életrajza
A 2000-es évek elejétől fotózik. 2004-től egy online galéria főszerkesztője, 2005-2010 között egy kaposvári fotóklub tagja és alelnöke, majd a Zselic Fotóklub alapító tagja, társelnöke. 2006-tól vesz részt fotópályázatokon, csoportos kiállításokon. Nemzetközi sikereit 2008-tól érte el. 2009-ben rendezte első önálló kiállítását, mely évtizedek óta az első aktfotó kiállítás volt Kaposvárott.
2013-tól napjainkig rendszeresen vesz részt nemzetközi fotográfiai versenyeken. 2014-től a Mecseki Fotóklub tagja, amely 2019-ben az Év Fotóművészeti Alkotócsoportja lett.
2015-ben megszerezte a nemzetközi fotográfiai szövetség, a Fédération Internationale de l'Art Photographique fotóművész diplomáját (AFIAP), majd 2017-ben annak kiváló minősítését (Excellence FIAP), 2018-ban Bronz fokozatát (Excellence FIAP Bronze), 2020-ban pedig Ezüst fokozatát (Excellence FIAP Silver). Artist MAFOSZ kitüntetését 2018-ban vehette át, melyet 2019-ben annak bronz fokozata követett.
Műveit többször beválogatták a Fotó-Hungarikum kiadásaiba, szerepelnek a MAFOSZ nemzeti és a FIAP nemzetközi archívumában, fotográfiai kiadványokban, újságokban, magángyűjteményekben, és a világ közel 40 országában kerültek már kiállításra. Alkotásai négy kontinensen 500 alkalommal értek el eredményt versenyfotográfiában, több mint 50 díjat kiérdemelve.

## Egyéni kiállításai
- 2009 • Meztelen lelkem, Szín-Folt Galéria, Kaposvár
- 2009 • Meztelen lelkem, Lukafa Galéria, Magyarlukafa
- 2012 • Múzsák, filmvetítés, Kaposvár-Töröcske

## Fotó-Hungarikum
Alkotásai szerepelnek a Fotó-Hungarikum 2015-ös, 2017-es, 2018-as és 2019-es albumában.

## Tagságok
- 2004- Artagóra Művészeti Galéria főszerkesztője
- 2005-2010 Compur Fotóklub tagja, majd alelnöke
- 2012-2017 Zselic Fotóklub alapító tagja, alelnöke
- 2014- A Mecseki Fotóklub tagja
- 2017- Society of Photographers Singapore tagja

## Fotóművészeti diplomák
- 2015: Artist FIAP (AFIAP) - A FIAP Fotóművésze cím
- 2017: Excellence FIAP (EFIAP) - A FIAP Kiváló művésze minősítés
- 2018: A MAFOSZ Fotóművésze minősítés (A-MAFOSZ)
- 2018: Excellence FIAP Bronze (EFIAP/b) - A FIAP Kiváló művésze minősítés, bronz fokozat
- 2019: A MAFOSZ Fotóművésze minősítés Bronz fokozata (A-MAFOSZ/b)
- 2020: Excellence FIAP Silver (EFIAP/s) - A FIAP Kiváló művésze minősítés, ezüst fokozat